# Fabián Viáfara
Fabián Alexis Viáfara Alarcón (Cali, 16 agosto 1992) è un calciatore colombiano, difensore del Deportivo Cali.

## Palmarès

### Club

#### Competizioni nazionali
- Súper Liga: 1

Atlético Junior: 2020